# Herved Berlin
John Herved Berlin, född 19 januari 1890 och död 31 maj 1954, var en svensk zoolog.
Berlin blev filosofie doktor 1923 och konservator vid zoologiska institutionen i Lund 1924. Han har särskilt ägnat sig åt studiet av hos evertebrater parasiterande encelliga organismer (gregariner). Av hans skrifter märks Untersuchungen über Monocystidéen in den Vesiculæ seminales der schwedischen Oligochæten (1923), Über drei neue Monocystidéen (1923).